# De Heurne (Hengelo)
De Heurne is een buurt in de Nederlandse plaats Hengelo (Gelderland), behorend tot de gemeente Bronckhorst. De buurt is vernoemd naar de gelijknamige straat en telt ongeveer 71 adressen.

## Geografie en woningbouw
- Locatie: De Heurne behoort bij de plaats Hengelo binnen de gemeente Bronckhorst, provincie Gelderland  .
- Adressen: Ongeveer 71 woningen bevinden zich in deze straat  .
- Bouwperiode: De meeste woningen zijn gebouwd tussen 1970 en 1980. Het oudste huis dateert uit 1932, het nieuwste is van 1997  .
- Woningtypen: Het meest voorkomende type woning is de twee-onder-een-kapwoning (ongeveer 34 adressen). In totaal zijn er circa 70 verblijfsobjecten met een woonfunctie  .

## Demografie
- De gegevens over het aantal woningen en gebruiksdoelen zijn afkomstig uit de Basisregistratie Adressen en Gebouwen (BAG) en tonen dat De Heurne primair een woonbuurt is zonder omvangrijke commerciële of industriële functies  .